# 840
| [ Edytuj tabelę ]          |                                              |
| Król Anglii                | - 839 Ethelwulf 858                          |
| Król Asturii               | - 791 Alfons II 842                          |
| Hrabia Barcelony           | - 836 Bernard 844                            |
| Cesarz Bizancjum           | - 829 Teofil 842                             |
| Chan Bułgarii              | - 836 Presjan 852                            |
| Cesarz Chin                | - 826 Tang Wenzong 840 - 840 Tang Wuzong 846 |
| Król Franków wschodnich    | - 814 Ludwik I Pobożny 840 - 840 Lotar I 855 |
| Cesarz Japonii             | - 833 Ninmyō 850                             |
| Kalif                      | - 833 Al-Mutasim 842                         |
| Król Khmerów               | - 802 Dżajawarman II 850                     |
| Patriarcha Konstantynopola | - 836 Jan VII Gramatyk 843                   |
| Król Mercji                | - 830 Wiglaf 840 - 840 Berhtwulf 852         |
| Król Nawarry               | - 824 Inigo Arista 851                       |
| Król Nortumbrii            | - 808 Eanred 840 - 840 Etelred II 848        |
| Książę Obodrzyców          | - 826 Gostomysł 844                          |
| Papież                     | - 827 Grzegorz IV 844                        |
| Cesarz rzymski             | - 814 Ludwik I Pobożny 840 - 817 Lotar I 855 |
| Doża Wenecji               | - 837 Pietro Tradonico 864                   |
| Książę wielkomorawski      | - 820 Mojmir I 846                           |

Rok 840 / DCCCXL
stulecia: VIII wiek ~
IX wiek ~
X wiek

lata: 830 «
835 «
836 «
837 «
838 «
839 «
840
» 841
» 842
» 843
» 844
» 845
» 850

## Wydarzenia
- W maju wystąpiło całkowite zaćmienie Słońca na terenie Europy Zachodniej, dodatkowo w trakcie zaćmienia wystąpiła zorza polarna[1].
- Spory o władze między synami Ludwika Pobożnego - Ludwik Niemiecki i Karol Łysy wystąpili przeciw Lotarowi.

## Urodzili się
- data dzienna nieznana:
  - Caoshan Benji, chiński mistrz chan, współzałożyciel szkoły caodong (zm. 901)
  - Notker Balbulus, kompozytor, poeta, historyk i teoretyk muzyki (zm. 912)

## Zmarli
- 6 kwietnia – Agobard, arcybiskup Lyonu, teolog (ur. zap. 769)
- 20 czerwca – Ludwik Pobożny, król Akwitanii, od roku 814 król Franków i cesarz rzymski (ur. 778)